# Grecja w Konkursie Piosenki Eurowizji
Grecja uczestniczy w Konkursie Piosenki Eurowizji od 1974. Udziałem kraju w konkursie zajmuje się grecki nadawca publiczny Ellinikí Radiofonía Tileórasi (ERT).
Grecja od czasu debiutu wystawiła do konkursu 41 reprezentantów, przy czym jedynie jeden zwyciężył (Elena Paparizou z utworem „My Number One” w 2005), dzięki czemu za organizację konkursu w 2006 odpowiedzialna była telewizja ERT. Kraj czekał 31 lat na wygraną, ustanawiając nowy rekord najdłuższego okresu między debiutem a zwycięstwem.
W 1975 nadawca nie wziął udziału w konkursie z nieznanych powodów, ale już rok później powrócił do stawki konkursowej. W 1982 Grecja miała wystartować w konkursie z piosenką „Sarantapente kopelies” Temisa Adamantidisa, jednak minister kultury Melina Mercouri podjęła decyzję o wycofaniu jej dwa tygodnie przed konkursem, uznając, że utwór nie spełnia jej standardów jakości. Po powrocie na konkurs w następnym roku nadawca ponownie zrezygnował z udziału w konkursie w 1984. Kraj powrócił do konkursu w 1985, ale już w następnym roku ponownie wycofał się z udziału z powodów politycznych. Reprezentantką Grecji w 1986 miała być Polina z utworem „Wagon-lit”. W 1999 nadawca nie mógł wystawić reprezentanta z powodu osiągnięcia słabego wyniku w finale 43. konkursu. W następnym roku stacja ERT wycofała się z udziału w konkursie z powodów finansowych.

## Uczestnictwo
Grecja uczestniczy w Konkursie Piosenki Eurowizji od 1974. Poniższa tabela uwzględnia nazwiska wszystkich greckich reprezentantów, tytuły konkursowych piosenek oraz wyniki w poszczególnych latach:
| Rok                                   | Artysta                             | Piosenka                                                                  | Finał              | Punkty             | Półfinał                    | Punkty                      |
| ------------------------------------- | ----------------------------------- | ------------------------------------------------------------------------- | ------------------ | ------------------ | --------------------------- | --------------------------- |
| 1974                                  | Marinella                           | „Krasi, talassa ke t ’agori mu” (Κρασί, θάλασσα και τ' αγόρι μου)         | 11                 | 7                  | Brak rundy półfinałowej     | Brak rundy półfinałowej     |
| 1975                                  | Brak reprezentanta                  | Brak reprezentanta                                                        | Brak reprezentanta | Brak reprezentanta | Brak rundy półfinałowej     | Brak rundy półfinałowej     |
| 1976                                  | Mariza Koch                         | „Panaya mu, panaya mu” (Παναγιά μου, παναγιά μου)                         | 13                 | 20                 | Brak rundy półfinałowej     | Brak rundy półfinałowej     |
| 1977                                  | Paschalis, Marianna, Robert i Bessy | „Mathima solfège” (Μάθημα σολφέζ)                                         | 5                  | 92                 | Brak rundy półfinałowej     | Brak rundy półfinałowej     |
| 1978                                  | Tania Tsanaklidu                    | „Charlie Chaplin”                                                         | 8                  | 66                 | Brak rundy półfinałowej     | Brak rundy półfinałowej     |
| 1979                                  | Elpida                              | „Sokrati” (Σωκράτη)                                                       | 8                  | 69                 | Brak rundy półfinałowej     | Brak rundy półfinałowej     |
| 1980                                  | Ana Wisi                            | „Autostop” (Ωτοστόπ)                                                      | 13                 | 30                 | Brak rundy półfinałowej     | Brak rundy półfinałowej     |
| 1981                                  | Yiannis Dimitras                    | „Feggari kalokerino” (Φεγγάρι καλοκαιρινό)                                | 8                  | 55                 | Brak rundy półfinałowej     | Brak rundy półfinałowej     |
| 1982                                  | Temis Adamantidis                   | „Sarantapente kopelies” (Σαρανταπέντε κοπελιές)                           | Rezygnacja         | Rezygnacja         | Brak rundy półfinałowej     | Brak rundy półfinałowej     |
| 1983                                  | Kristi Stassinopulu                 | „Mu les” (Μου λες)                                                        | 14                 | 32                 | Brak rundy półfinałowej     | Brak rundy półfinałowej     |
| 1984                                  | Brak reprezentanta                  | Brak reprezentanta                                                        | Brak reprezentanta | Brak reprezentanta | Brak rundy półfinałowej     | Brak rundy półfinałowej     |
| 1985                                  | Takis Biniaris                      | „Miazume” (Μοιάζουμε)                                                     | 16                 | 15                 | Brak rundy półfinałowej     | Brak rundy półfinałowej     |
| 1986                                  | Polina                              | „Wagon-lit” (Βαγκόν λι)                                                   | Rezygnacja         | Rezygnacja         | Brak rundy półfinałowej     | Brak rundy półfinałowej     |
| 1987                                  | Bang                                | „Stop”                                                                    | 10                 | 64                 | Brak rundy półfinałowej     | Brak rundy półfinałowej     |
| 1988                                  | Afroditi Frida                      | „Clown”                                                                   | 17                 | 10                 | Brak rundy półfinałowej     | Brak rundy półfinałowej     |
| 1989                                  | Mariana Efstratiu                   | „To diko su asteri” (Το δικό σου αστέρι)                                  | 9                  | 56                 | Brak rundy półfinałowej     | Brak rundy półfinałowej     |
| 1990                                  | Christos Callow & Wave              | „Horis skopo” (Χωρίς σκοπό)                                               | 19                 | 11                 | Brak rundy półfinałowej     | Brak rundy półfinałowej     |
| 1991                                  | Sophia Vossu                        | „I anixi” (Άνοιξη)                                                        | 13                 | 36                 | Brak rundy półfinałowej     | Brak rundy półfinałowej     |
| 1992                                  | Kleopatra                           | „Olu tu kosmu i elpida” (Όλου του κόσμου η ελπίδα)                        | 5                  | 94                 | Brak rundy półfinałowej     | Brak rundy półfinałowej     |
| 1993                                  | Katerina Garbi                      | „Ellada, hora tu fotos” (Ελλάδα, χώρα του φωτός)                          | 9                  | 64                 | Kvalifikacija za Millstreet | Kvalifikacija za Millstreet |
| 1994                                  | Kostas Bigalis                      | „To Trehandiri” (Το τρεχαντήρι)                                           | 14                 | 44                 | Brak rundy półfinałowej     | Brak rundy półfinałowej     |
| 1995                                  | Elina Konstantopulu                 | „Pia prosefhi” (Ποια προσευχή)                                            | 12                 | 68                 | Brak rundy półfinałowej     | Brak rundy półfinałowej     |
| 1996                                  | Mariana Efstratiu                   | „Emis forame to himona aniksiatika” (Εμείς φοράμε το χειμώνα ανοιξιάτικα) | 14                 | 36                 | 12                          | 45                          |
| 1997                                  | Marianna Zorba                      | „Horepse” (Χόρεψε)                                                        | 12                 | 39                 | Brak rundy półfinałowej     | Brak rundy półfinałowej     |
| 1998                                  | Talassa                             | „Mia krifi ewestisia” (Μια κρυφή ευαισθησία)                              | 20                 | 12                 | Brak rundy półfinałowej     | Brak rundy półfinałowej     |
| Brak reprezentanta w latach 1999–2000 |                                     |                                                                           |                    |                    | Brak rundy półfinałowej     | Brak rundy półfinałowej     |
| 2001                                  | Antique                             | „(I Would) Die for You”                                                   | 3                  | 147                | Brak rundy półfinałowej     | Brak rundy półfinałowej     |
| 2002                                  | Michalis Rakindzis                  | „S.A.G.A.P.O.”                                                            | 17                 | 27                 | Brak rundy półfinałowej     | Brak rundy półfinałowej     |
| 2003                                  | Mando                               | „Never Let You Go”                                                        | 17                 | 25                 | Brak rundy półfinałowej     | Brak rundy półfinałowej     |
| 2004                                  | Sakis Ruwas                         | „Shake It”                                                                | 3                  | 252                | 3                           | 238                         |
| 2005                                  | Elena Paparizou                     | „My Number One”                                                           | 1                  | 230                | Top 12                      | Top 12                      |
| 2006                                  | Anna Wisi                           | „Everything”                                                              | 9                  | 128                | Organizator                 | Organizator                 |
| 2007                                  | Sarbel                              | „Yassou Maria” (Γειά σου Μαρία)                                           | 7                  | 139                | Top 10                      | Top 10                      |
| 2008                                  | Kalomira                            | „Secret Combination”                                                      | 3                  | 218                | 1                           | 156                         |
| 2009                                  | Sakis Ruwas                         | „This Is Our Night”                                                       | 7                  | 120                | 4                           | 110                         |
| 2010                                  | Jorgos Alkieos i Przyjaciele        | „Opa!” (Ώπα!)                                                             | 8                  | 140                | 2                           | 133                         |
| 2011                                  | Lukas Jorkas i Stereo Mike          | „Watch My Dance”                                                          | 7                  | 120                | 1                           | 133                         |
| 2012                                  | Elefteria Elefteriu                 | „Aphrodisiac”                                                             | 17                 | 64                 | 4                           | 116                         |
| 2013                                  | Koza Mostra i Agatonas Jakowidis    | „Alcohol Is Free”                                                         | 6                  | 152                | 2                           | 121                         |
| 2014                                  | Freaky Fortune (feat. Riskykidd)    | „Rise Up”                                                                 | 20                 | 35                 | 7                           | 74                          |
| 2015                                  | Maria Elena Kiriaku                 | „One Last Breath”                                                         | 19                 | 23                 | 6                           | 81                          |
| 2016                                  | Argo                                | „Utopian Land”                                                            | –                  | –                  | 16                          | 44                          |
| 2017                                  | Demy                                | „This Is Love”                                                            | 19                 | 77                 | 10                          | 115                         |
| 2018                                  | Janna Terzi                         | „Oniro mu” (Όνειρό Μου)                                                   | –                  | –                  | 14                          | 81                          |
| 2019                                  | Katerine Duska                      | „Better Love”                                                             | 21                 | 74                 | 5                           | 185                         |
| 2020                                  | Stefania                            | „SUPERG!RL”                                                               | Konkurs odwołany   | Konkurs odwołany   | Konkurs odwołany            | Konkurs odwołany            |
| 2021                                  | Stefania                            | „Last Dance”                                                              | 10                 | 170                | 6                           | 184                         |
| 2022                                  | Amanda Tenfjord                     | „Die Together”                                                            | 8                  | 215                | 3                           | 211                         |
| 2023                                  | Wiktor Wernikos                     | „What They Say”                                                           | –                  | –                  | 13                          | 14                          |
| 2024                                  | Marina Satti                        | „Zari” (Ζάρι)                                                             | 11                 | 126                | 5                           | 86                          |
| 2025                                  | Klavdia                             | „Asteromata” (Αστερομάτα)                                                 | 6                  | 231                | 4                           | 112                         |
| 2026                                  |                                     |                                                                           |                    |                    |                             |                             |

Legenda:
     1. miejsce

## Historia głosowania w finale (1974–2025)
Poniższe tabele pokazują, którym krajom Grecja przyznaje w finale najwięcej punktów oraz od których państw greccy reprezentanci otrzymują najwyższe noty.
| Lp. | Kraj      | Punkty |
| --- | --------- | ------ |
| 1   | Cypr      | 369    |
| 2   | Francja   | 197    |
| 3   | Hiszpania | 158    |
| 4   | Włochy    | 155    |
| 5   | Albania   | 116    |

| Lp. | Kraj            | Punkty |
| --- | --------------- | ------ |
| 1   | Cypr            | 437    |
| 2   | Albania         | 184    |
| 3   | Hiszpania       | 132    |
| 4   | Wielka Brytania | 128    |
| 5   | Francja         | 126    |

Legenda:
     1. miejsce
     2. miejsce
     3. miejsce

## Konkursy Piosenki Eurowizji organizowane w Grecji
Grecja była gospodarzem 50. Konkursu Piosenki Eurowizji w 2005. Konkurs odbył się w Olympic Indoor Hall w Atenach:
| Rok  | Miasto | Miejsce             | Prowadzący                 |
| ---- | ------ | ------------------- | -------------------------- |
| 2006 | Ateny  | Olympic Indoor Hall | Maria Menounos Sakis Ruwas |

## Nagrody im. Marcela Bezençona
Nagroda Artystyczna
| Rok  | Artysta         | Piosenka        |
| ---- | --------------- | --------------- |
| 2005 | Elena Paparizou | „My Number One” |

## Gratulacje: 50 lat Konkursu Piosenki Eurowizji
W październiku 2005 Europejska Unia Nadawców zorganizowała koncert jubileuszowy Gratulacje: 50 lat Konkursu Piosenki Eurowizji, podczas którego odbył się plebiscyt na najlepszą piosenkę w historii konkursu. Czwarte miejsce w głosowaniu zajęła grecka propozycja „My Number One” Eleny Paparizou, która zwyciężyła w finale 50. Konkursu Piosenki Eurowizji w 2005.